# Frie Skolers Lærerforening
 Der er for få eller ingen kildehenvisninger i denne artikel, hvilket er et problem. Du kan hjælpe ved at angive troværdige kilder til de påstande, som fremføres i artiklen.

Frie Skolers Lærerforening (FSL) er en fagforening, som organiserer ansatte på frie grundskoler og efterskoler. Foreningens cirka 10.700 medlemmer er fordelt på knap 500 frie grundskoler og 250 efterskoler.
Foreningen udgiver fagbladet Frie Skoler.
FSL var medlem af hovedorganisationen FTF, men siden d. 1. januar 2019 er FSL medlem af FH.
Foreningens formand er Monica Lendal Jørgensen og foreningens næstformand er Rikke Josiasen.

## Historie
Foreningen blev dannet i 2006 som resultatet af en fusion mellem Frie Grundskolers Lærerforening (FGL) og Efterskolernes Lærerforening (EL).